# Federazione calcistica della Grecia
La Federazione calcistica ellenica (greco: Ελληνική Ποδοσφαιρική Ομοσπονδία - Ellinikì Podosfairikì Omospondìa, abbreviata in EPO) è l'organo di governo del calcio in Grecia. Organizza il campionato locale e pone sotto la propria giurisdizione la Nazionale greca. Dal 1927 fa parte della confederazione mondiale del calcio della FIFA e dal 1954 fa parte della confederazione europea della UEFA. 
Ha sede ad Atene e il suo attuale presidente è Sofoklis Pilavios.